# لو مایرز (هنرپیشه)
لو مایرز (انگلیسی: Lou Myers؛ ۲۶ سپتامبر ۱۹۳۵ – ۱۹ فوریهٔ ۲۰۱۳ ) یک هنرپیشه اهل ایالات متحده آمریکا بود.
از فیلم‌ها یا برنامه‌های تلویزیونی که وی در آن نقش داشته است می‌توان به طراح مراسم ازدواج، عشق ظهر تاریکی و کاب اشاره کرد.